# Liste queerfeindlicher Anschläge und Angriffe
Die Liste queerfeindlicher Anschläge und Angriffe umfasst Gewalttaten gegen die sexuelle und geschlechtliche Vielfalt. Sie enthält queerfeindliche Anschläge, Attentate und andere Angriffe auf queere Personen und Einrichtungen einschließlich Gedenkstätten im deutschsprachigen Raum sowie international, wenn sie einige öffentliche Aufmerksamkeit erhielten. Dazu gehören Straftaten aus den Motiven Homophobie, insbesondere Antischwule Gewalt, aber auch aus Transphobie, und seltener aus Lesbophobie und Biphobie. Täter sind oft Vertreter der Heteronormativität, des Heterosexismus oder eines religiösen Fundamentalismus, die eine davon abweichende sexuelle Orientierung und/oder eine nichtbinäre Geschlechtsidentität, namentlich Homosexualität, Bisexualität, Transsexualität, Intersexualität, Asexualität, schwule, lesbische, transgender oder andere queere Orientierungen, Identitäten, Lebensweisen und Personen ablehnen.

## Deutschland
| Ereignis                                     | Datum             | Ort                             | Anmerkung |
| -------------------------------------------- | ----------------- | ------------------------------- | --- |
| Angriff auf Magnus Hirschfeld                | 4. Okt. 1920      | München, Bayern                 | Nach einem Vortrag wurde Magnus Hirschfeld von mutmaßlich rechtsradikalen Angreifern niedergeschlagen. Die Täter konnten nie ausfindig gemacht werden, stattdessen wurde gegen Hirschfeld wegen „groben Unfugs und eines unzüchtigen Vortrags“ ermittelt. Hirschfeld überlebte den Angriff und setzte seine Vortragstätigkeit fort. |
| Mord an Homosexuellen                        | 7. Sep. 1995      | Amberg, Bayern                  | Der homosexuelle Taxi- und Busfahrer Klaus-Peter Beer wurde nach einem Kneipenbesuch von zwei mutmaßlichen Neonazis bewusstlos geprügelt und getreten und danach in den Fluss geworfen, wo er ertrank. |
| Überfall auf schwule Männer                  | September 2009    | Berlin                          | Eine Gruppe Jugendlicher griff drei schwule Männer an. |
| Queerfeindliches Tötungsdelikt an Jim Reeves | 1. Feb. 2016      | Berlin                          | In der Nacht vom 1. Februar 2016 wird Jim Reeves in einem Berliner Hostel von zwei Männern aus homofeindlichen Motiven misshandelt und getötet. |
| Angriff auf schwule Person                   | Mai 2017          | München                         | Ein homosexueller Mann wurde aufgrund seiner sexuellen Orientierung geschlagen. Der Täter wurde nicht gefasst. |
| Angriff auf lesbisches Paar                  | Juni 2017         | Berlin                          | Ein lesbisches Paar wurde von einem heterosexuellen Mann mit einer Flasche angegriffen. Er würgte ebenfalls eine der Frauen. |
| Homophober Angriff                           | 7. Januar 2020    | Berlin                          | Ein 26-Jähriger wurde in der U-Bahn beleidigt und geschlagen. |
| Rechtsextremisten ermorden Homosexuellen     | 12. Feb. 2020     | Altenburg, Thüringen            | Zwei 19- und ein 23-Jährige treten und schlagen den 52-jährigen Mario K. in seiner Wohnung gegen Oberkörper und Kopf, sodass dieser stirbt. |
| Messerangriff in Dresden am 4. Oktober 2020  | 4. Okt. 2020      | Dresden, Sachsen                | Der 20-jährige Syrer Abdullah Al H. islamischen Glaubens tötete einen 55-jährigen Krefelder und verletzte dessen 53-jährigen Lebensgefährten aus Köln schwer. Er hatte die Opfer als homosexuell identifiziert und wollte aus seiner Sicht Ungläubige töten. |
| Schwulenfeindlicher Mord                     | 29. Okt. 2020     | Gießen, Hessen                  | Ein 49-Jähriger ersticht seinen 60-jährigen Nachbarn. Ersterer hatte gefragt, ob letzterer schwul sei, worauf dieser mit „Warum?“ antwortete. |
| Überfälle bei fingierten Dates               | Sommer 2021       | Bonn, Nordrhein-Westfalen       | Die zur Tatzeit Minderjährigen Sandro P. , Cem T. und Olsay Y. verabredeten sich aus Homophobie über die Dating-Plattform Romeo in sechs Fällen mit schwulen Männern, schlugen diese zusammen und beraubten sie. Ein 45-Jähriger wurde aufgrund der schweren Kopfverletzungen ein Pflegefall. Das Landgericht Bonn verurteilte sie wegen gemeinschaftlichen besonders schweren Raubes in Tateinheit mit gefährlicher Körperverletzung zu Freiheitsstrafen von fünf Jahren, drei Jahren und neun Monaten bzw. zwei Jahren und neun Monaten. |
| Transphober Angriff auf Friedhof             | 4. Januar 2022    | Berlin-Lichtenberg              | Das Grab der iranischen Transfrau Ella Nik Bayan, die sich ein Jahr zuvor auf dem Alexanderplatz angezündet hatte, wird geschändet. |
| Transphober Angriff auf Friedhof             | 26. März 2022     | Herne, Nordrhein-Westfalen      | Ein 15-jähriges trans Mädchen wurde nachts auf einem Friedhof von drei männlichen Minderjährigen durch Tritte und Schläge schwer verletzt. Sie wurde erst Stunden später von Passanten gefunden und lag vier Tage im Koma. |
| Mordversuch wegen Homosexualität             | Juni 2022         | Marburg, Hessen                 | Zwei 14- und 18-Jährige schlugen aus Schwulenhass mit einer Eisenstange auf einen Studenten ein, bis dieser bewusstlos wurde. Am Boden liegend, traten sie ihr schwerverletztes Opfer weiter. Die Täter wurden wegen Mordversuch angeklagt. |
| Tödlicher Faustschlag während CSD            | 27. Aug. 2022     | Münster, Nordrhein-Westfalen    | Ein 20-jähriger männlicher Tschetschene tötete den 25-jährigen trans Mann Malte C., der aus Zivilcourage lesbischen Personen zur Hilfe gekommen war, durch einen Faustschlag. Der Täter wurde wegen Körperverletzung mit Todesfolge zu einer Jugendstrafe von fünf Jahren verurteilt. Zudem ordnete das Gericht die Unterbringung in einer Entziehungsanstalt für suchtkranke Straftäter an. |
| Faustschläge auf trans Frau                  | 3. Sep. 2022      | Bremen, Bremen                  | Mehrere Minderjährige schlugen in einer Straßenbahn mit Fäusten auf eine 57-jährige trans Frau ein und verletzten sie schwer. |
| Homofeindlicher Angriff                      | 25. Sep. 2022     | Berlin-Neukölln, Berlin         | Ein homosexuelles Paar wurde mit Pflastersteinen beworfen und bespuckt. |
| Messerangriff vor queerem Lokal              | 6. Nov. 2022      | Kiel, Schleswig-Holstein        | Mehrere männliche Personen verletzten vor dem LGBT-Lokal Mum & Dad vier männliche Personen. |
| Angriff auf trans Frau                       | 4. Januar 2023    | Berlin-Neukölln, Berlin         | Ein Unbekannter griff in Berlin-Neukölln eine trans Frau an. |
| Homofeindlicher Angriff                      | 13. Feb. 2023     | Berlin                          | Ein Unbekannter griff einen Mann an und floh daraufhin. |
| Transfeindlicher Angriff                     | 14. Feb. 2023     | Bremen                          | Eine 32-jährige trans Frau wurde von drei Unbekannten beleidigt und geschlagen. |
| Schüsse auf Schwules Museum                  | 23./24. Feb. 2023 | Berlin-Tiergarten, Berlin       | Unbekannte schossen auf das Schwule Museum und beschädigten zwei Fensterscheiben, einen Leuchtschriftzug sowie ein Kunstwerk. Bereits in den Jahren 2020 und 2016 waren Anschläge auf das Museum verübt worden. |
| Angriff auf schwule Person                   | 3. März 2023      | Berlin                          | Auf dem Tritonplatz wurde ein 23-Jähriger beleidigt und geschlagen. |
| Schwulenfeindlicher Angriff in U-Bahn        | 11. April 2023    | Berlin                          | Ein 27-jähriger Mann wurde in einer U-Bahn homophob beleidigt, geschlagen und beraubt. |
| Homofeindlicher Angriff                      | 24. April 2023    | Berlin-Mitte, Berlin            | Zwei Männer wurden von drei Unbekannten homophob beleidigt und geschlagen. |
| Angriff auf schwules Paar                    | 16. Mai 2023      | Berlin-Kreuzberg, Berlin        | Zwei 30 und 34 Jahre alte Männer wurden von einer Gruppe Jugendlicher homophob beleidigt, mit einem Luftgewehr beschossen und geschlagen. |
| Angriff bei CSD                              | 27. Mai 2023      | Hannover, Niedersachsen         | Unbekannte beleidigten vier Personen queerfeindlich und schlugen eine 18-jährige nicht-binäre Person sowie einen 17-jährigen trans Mann, der daraufhin ins Krankenhaus eingeliefert wurde. |
| Angriff auf trans Frau                       | 2. Juni 2023      | Düsseldorf, Nordrhein-Westfalen | Eine trans Frau wurde von einem Mann beleidigt, mit Aktentaschen geschlagen und gewürgt. |
| Angriff auf trans Personen                   | 30. Mai 2025      | Berlin-Neukölln, Berlin         | Mehrere Männer griffen zwei trans Personen an und verletzten eine Person schwer am Kopf. |
| Angriff auf trans Person                     | 30. Juni 2025     | Bremen-Walle                    | Eine trans Person wurde von Jugendlichen brutal attackiert und zusammengeschlagen. |

## International
| Ereignis                                            | Datum              | Ort                                  | Anmerkung |
| --------------------------------------------------- | ------------------ | ------------------------------------ | --- |
| Brandanschlag auf die UpStairs Lounge               | 24. Juni 1973      | New Orleans, Vereinigte Staaten      | 32 Menschen starben bei dem Brandanschlag auf die UpStairs Lounge. |
| Überfall auf schwulen Mann                          | Januar 1979        | Key West, Vereinigte Staaten         | Der Schriftsteller Tennessee Williams wurde von fünf Jugendlichen überfallen und geschlagen. |
| Mord an schwuler Person                             | Sept. 1989         | London, England                      | Ein schwuler Mann wurde mehr als 40-mal gestochen und erlag seinen Wunden. |
| Mord an schwuler Person                             | Dez. 1989          | Vereinigtes Königreich               | Henry Bright, ein schwuler Hotelier, wurde zuhause erstochen. |
| Mord an schwuler Person                             | 2. Juli 1990       | New York City, Vereinigte Staaten    | Ein schwuler Mann wurde aufgrund seiner Homosexualität mit einem Hammer und einem Messer angegriffen. Er erlag seinen schweren Wunden. |
| Snowtown murders                                    | 1992–1998          | Adelaide, Australien                 | Mehrere der Opfer der Snowtown Murders waren offen schwule Männer, während andere von den Mördern als schwul und/oder als Kinderschänder bezeichnet wurden. Staatsanwältin Wendy Abraham vermutete, dass die Einstellung der Angeklagten zu Pädophilen und Homosexuellen ein Motiv war. |
| Mord an Matthew Shepard                             | 12. Okt 1998       | Laramie, Vereinigte Staaten          | Im Jahr 1998 wurde Matthew Shepard, ein schwuler College-Student, in Laramie, Wyoming, brutal angegriffen, gefesselt und misshandelt. Er erlag später seinen Verletzungen. Dieser Fall führte zu einer breiten öffentlichen Diskussion über Hassverbrechen und LGBTQ+-Rechte. |
| Angriff auf trans Frau                              | Juli 2005          | Cardiff, Vereinigtes Königreich      | Lauren Harries wurde auf der Straße angegriffen und beleidigt. |
| Mord an Michael Sandy                               | 27. Februar 2007   | Brooklyn, Vereinigte Staaten         | Michael Sandy wurde von verschiedenen Männern angegriffen und erlag seinen Wunden. |
| Mord an schwuler Person                             | 9. Juni 2007       | Reims, Frankreich                    | Eine Gruppe von Menschen ermordete in Reims einen schwulen Mann. |
| Angriff auf gay pride event                         | 7. Juli 2007       | Zagreb, Kroatien                     | Während einer Gay-pride-Parade wurden die Mitlaufenden von einem Mann angegriffen. Dieser hatte Molotowcocktails, konnten jedoch gestoppt werden, bevor er von diesen Gebrauch machen konnte. |
| Mordfall von Larry King                             | 14. Feb 2008       | Oxnard, Vereinigte Staaten           | Der 15-jährige Schüler Lawrence King wurde aufgrund seiner Homosexualität vom 14-jährigen Brandon McInerney erschossen. |
| Mord an schwuler Person                             | 25. Juli 2008      | Liverpool, Vereinigtes Königreich    | Ein 18-jähriger Mann wurde bei einer Party in Liverpool ermordet. |
| Anschlag auf schwul-lesbisches Jugendzentrum        | 2. Aug. 2009       | Tel Aviv, Israel                     | Eine männliche Person erschoss in einem Jugendzentrum für Schwule und Lesben eine 17-Jährige und einen 23-Jährigen. Elf weitere Personen wurden verletzt. |
| Mord an Transgender                                 | 3. April 2010      | Charlotte, Vereinigte Staaten        | Eine 44-jährige Trans-Frau wurde vor ihrem Haus erschossen. |
| Mord an Trans-Person                                | 20. Juli 2011      | Washington, D.C., Vereinigte Staaten | Eine 23-jährige Trans-Frau wurde in Washington, D.C. erschossen. |
| Mordfall von Brandy Martell                         | 29. April 2012     | Oakland, Kalifornien                 | Die 37-jährige Trans-Frau Brandy Martell wurde in Oakland, Kalifornien, Opfer eines Verbrechens. Im Jahr 2015 enthüllte die Polizei den Namen des Täters, eines 26-jährigen Mannes namens Malique Parrott, der im Juni 2012 selbst getötet wurde. |
| Mordfall von Gabriel Fernàndez                      | 22. Mai 2013       | Kalifornien, Vereinigte Staaten      | Ein 8-jähriger Junge starb nach monatelanger Folter seitens seiner Mutter und ihrem Freund. Diese begangen ihre Taten, da sie dachten das Kind sei schwul. |
| Folter von homosexuellen Mann                       | 2. Juni 2013       | Tennessee, Vereinigte Staaten        | Ein schwuler Mann wurde von Kirchenmitgliedern geschlagen und gewürgt um ihm die „homosexuellen Dämonen“ auszutreiben. |
| Anschlag von Orlando am 12. Juni 2016               | 12. Juni 2016      | Orlando, Vereinigte Staaten          | Der US-Amerikaner Omar Mateen mit afghanischem Migrationshintergrund tötete 49 und verletzte 53 Personen im LGBT-Nachtclub Pulse. Es war der bis dahin gravierendste Gewaltakt gegen queere Menschen in den Vereinigten Staaten und der verheerendste dort seit den Terroranschlägen vom 11. September 2001. |
| Angriff mit Messer                                  | 16. Juni 2016      | Brasilien                            | Ein 21-jähriger Travesti wurde in den Nacken gestochen. |
| Angriff auf schwulen Mann                           | 27. Juni 2016      | Rio de Janeiro, Brasilien            | Am 27. Juni 2016 wurde ein Mann in Rio de Janeiro aufgrund seiner Homosexualität verprügelt. |
| Entführung und Mord an trans-Frau                   | 26. Februar 2017   | São Paulo, Brasilien                 | Eine 21-jährige trans-Frau, die sich auf eine geschlechtsangleichende Operation vorbereitete wurde entführt und ermordet. |
| Angriff auf zwei homosexuelle Jugendliche           | 10. Juni 2018      | Neuenburg, Schweiz                   | Zwei Jugendliche wurden aufgrund ihrer Homosexualität verprügelt. |
| Mord an lesbischer Frau                             | 12. Okt. 2021      | Durban, Südafrika                    | Eine lesbische Frau wurde in Durban erschossen. Es wurde vermutet, dass es sich um ein Hassverbrechen handelt. |
| Angriff auf Minderjährigen                          | 27. Mai 2022       | Defiance, Vereinigte Staaten         | Ein 14-Jähriger der eine Pride-Flagge mit sich führte wurde von Unbekannten angegriffen und gewürgt. |
| Angriff aufgrund vermuteter Transsexualität         | 1. Sep. 2022       | Dublin, Irland                       | Ein unter Alkohol- und Kokainieinfluss stehender 30-Jähriger griff eine 86-jährige, demente Frau an, die nachts orientierungslos umherirrte. Er fügte ihr eine Dreiviertelstunde lang schwere körperliche Misshandlungen zu und ließ von seinem Opfer erst ab, als Passanten eingriffen. Grund für die Aggression war, dass der Täter sein Opfer für transsexuell und deshalb „gefährlich“ hielt. Er wurde zu drei Jahren Haft verurteilt. |
| Enthauptung in Baku                                 | 22. Feb. 2022      | Baku, Aserbaidschan                  | Der 24-jährige, offen queere Journalist Avaz Hafizli wurde von seinem Cousin enthauptet, der ihm auch die Geschlechtsteile abschnitt. |
| Anschlag von Oslo am 25. Juni 2022                  | 25. Juni 2022      | Oslo, Norwegen                       | Der Norweger Zaniar M. mit iranischem Migrationshintergrund tötete zwei Personen vor dem größten LGBT-Club Norwegens London Pub. |
| Doppelmord in Bratislava                            | 12. Oktober 2022   | Bratislava, Slowakei                 | Der 19-jährige Juraj K. erschoss Juraj Vankulic (26) und Matus Horvath (22) vor dem bekannten homosexuellen Treffpunkt Café Teplaren. |
| Schießerei in Nachtklub                             | 19. Nov. 2022      | Colorado Springs, Vereinigte Staaten | Anderson Lee Aldrich tötete fünf und verletzte 25 Personen in der queeren Diskothek Club Q. |
| Mord an queerem Aktivisten                          | 6. Jan. 2023       | Kenia                                | Der queere Aktivist Edwin Chiloba wurde ermordet, seine Leiche wurde in Frauerkleidern in einer Metallkiste aufgefunden. Eine kenianische Menschenrechtsorganisation verurteilte die Tat als queerfeindlich. |
| Mord an jugendlicher trans Frau durch Gleichaltrige | 11. Feb. 2023      | Warrington, Vereinigtes Königreich   | Zwei 15-Jährige erstachen in einem Park das 16-jährige trans Mädchen Brianna Ghey. Nach Angaben von Freunden war Ghey bereits vor ihrer Ermordung jahrelang Opfer von transfeindlichem Mobbing und tätlichen Angriffen gewesen. Die beiden Täter wurden im Februar 2024 zu lebenslangen Haftstrafen verurteilt. |
| Mord an schwulem Tänzer                             | 29. Juli 2023      | New York City, Vereinigte Staaten    | Ein 17-Jähriger erstach den professionellen Tänzer O’Shae Sibley, nachdem dieser an einer Tankstelle zu einem Lied von Beyoncé getanzt hatte. Anwälte des Jugendlichen machten Notwehr geltend. |
| Angriff auf nicht-binäre Person                     | 7. Februar 2024    | Owasso, Vereinigte Staaten           | Eine 16-jährige nicht-binäre Person erlitt bei einem Angriff auf der Mädchentoilette einer Schule schwere Kopfverletzungen und starb einen Tag später. |
| Mord an trans Frau                                  | 18. September 2024 | Tiflis, Georgien                     | Die 37-jährige Influencerin und Schauspielerin Kesaria Abramidze, die als erste prominente transgeschlechtliche Persönlichkeit in Georgien öffentlich über ihre Geschlechtsangleichung gesprochen hatte, wurde in ihrer Wohnung erstochen. Ihr Freund wurde als Tatverdächtiger verhaftet. Einen Tag zuvor hatte das georgische Parlament ein drakonisches Anti-LGBT-Gesetz nach russischem Vorbild verabschiedet.                         |
| Angriff auf trans Frau                              | 5. April 2025      | Bello, Kolumbien                     | Eine Gruppe von Männern hat der 32-jährigen trans Frau Sara Millerey González zunächst beide Arme und Beine gebrochen und sie dann in den Río Playa Rica geworfen. Ihre Qualen im Fluss wurden von dem Mob gefilmt. Millerey González erlag später im Krankenhaus ihren Verletzungen. |
| Ehrenmord an trans Frau                             | Juni 2025          | Kavar, Iran                          | Die 27-jährige iranische trans Frau Sogand Pakdel wird von ihrem Onkel erschossen. |
| Mord an trans Frau                                  | 5. Juli 2025       | Washington, D.C.                     | Die 28-jährige schwarze trans Frau Dream Johnson wird von Unbekannten erschossen. |